# Maria d'Este
Maria d'Este (Modena, 8 dicembre 1644 – Parma, 20 agosto 1684) fu duchessa di Parma, come terza moglie del duca Ranuccio II Farnese.

## Biografia
Maria era figlia del duca di Modena e Reggio Francesco I d'Este, e della sua prima moglie, Maria Farnese, figlia del duca di Parma e Piacenza Ranuccio I Farnese.

## Matrimonio
Al fine di cementare i rapporti tra i Farnese e gli Este, la sorella maggiore di Maria, Isabella d'Este, venne data in sposa a Ranuccio Farnese, duca di Parma, figlio di Odoardo Farnese, duca di Parma e Margherita de' Medici nel 1664. Isabella morì di parto nel 1666. Per preservare l'unione tra le due casate ducali, la nubile Maria divenne la successiva consorte di Ranuccio.
Il matrimonio fu concordato tra il 16 ed il 23 ottobre 1667 e fu celebrato il 16 gennaio 1668 a Modena. La coppia ebbe nove figli ma solamente tre raggiunsero l'età adulta:
- Isabella Francesca Maria Lucia Farnese (1668-1718), monaca benedettina del monastero di Santa Maria di Campagna presso Piacenza;
- Vittoria Maria Francesca Farnese (24 dicembre 1669 – 15 settembre 1671);
- figlio (24 giugno 1671–28 giugno 1671);
- Vittoria Farnese (19 novembre 1672), gemella di Caterina;
- Caterina Farnese (19 novembre 1672), gemella di Vittoria;
- figlio (26 dicembre 1674);
- Eleonora Farnese (1 settembre 1675–3 novembre 1675);
- Francesco Farnese (1678-1727), duca di Parma e Piacenza dal 1694;
- Antonio Farnese (1679-1731), dal 1727 ultimo duca di Parma e Piacenza della famiglia Farnese.

Maria d'Este morì a Parma il 20 agosto 1684. Fu sepolta nel Santuario di Santa Maria della Steccata a Parma il 21 agosto 1684.

## Ascendenza
|                         |                    |                                 | Genitori                       |  |  | Nonni |  |  | Bisnonni      |  |  | Trisnonni      |  |
|                         |                    |                                 |                                |  |  |       |  |  | Cesare d'Este |  |  | Alfonso d'Este |  |
|                         |                    |                                 |                                |  |  |       |  |  | Cesare d'Este |  |  | Alfonso d'Este |  |
|                         |                    | Giulia Della Rovere             |                                |  |  |       |  |  | Cesare d'Este |  |  |                |  |
| Alfonso III d'Este      |                    |                                 |                                |  |  |       |  |  | Cesare d'Este |  |  |                |  |
|                         |                    | Virginia de' Medici             | Cosimo I de' Medici            |  |  |       |  |  |               |  |  |                |  |
|                         |                    | Virginia de' Medici             | Cosimo I de' Medici            |  |  |       |  |  |               |  |  |                |  |
|                         |                    | Virginia de' Medici             | Camilla Martelli               |  |  |       |  |  |               |  |  |                |  |
| Francesco I d'Este      |                    | Virginia de' Medici             |                                |  |  |       |  |  |               |  |  |                |  |
|                         |                    | Carlo Emanuele I di Savoia      | Emanuele Filiberto I di Savoia |  |  |       |  |  |               |  |  |                |  |
|                         |                    | Carlo Emanuele I di Savoia      | Emanuele Filiberto I di Savoia |  |  |       |  |  |               |  |  |                |  |
|                         |                    | Carlo Emanuele I di Savoia      | Margherita di Valois           |  |  |       |  |  |               |  |  |                |  |
| Isabella di Savoia      |                    | Carlo Emanuele I di Savoia      |                                |  |  |       |  |  |               |  |  |                |  |
|                         |                    | Caterina Michela d'Asburgo      | Filippo II di Spagna           |  |  |       |  |  |               |  |  |                |  |
|                         |                    | Caterina Michela d'Asburgo      | Filippo II di Spagna           |  |  |       |  |  |               |  |  |                |  |
|                         |                    | Caterina Michela d'Asburgo      | Elisabetta di Valois           |  |  |       |  |  |               |  |  |                |  |
| Maria d'Este            |                    | Caterina Michela d'Asburgo      |                                |  |  |       |  |  |               |  |  |                |  |
|                         | Alessandro Farnese | Ottavio Farnese                 |                                |  |  |       |  |  |               |  |  |                |  |
|                         | Alessandro Farnese | Ottavio Farnese                 |                                |  |  |       |  |  |               |  |  |                |  |
|                         | Alessandro Farnese | Margherita d'Austria            |                                |  |  |       |  |  |               |  |  |                |  |
| Ranuccio I Farnese      | Alessandro Farnese |                                 |                                |  |  |       |  |  |               |  |  |                |  |
|                         |                    | Maria d'Aviz                    | Eduardo d'Aviz                 |  |  |       |  |  |               |  |  |                |  |
|                         |                    | Maria d'Aviz                    | Eduardo d'Aviz                 |  |  |       |  |  |               |  |  |                |  |
|                         |                    | Maria d'Aviz                    | Isabella di Braganza           |  |  |       |  |  |               |  |  |                |  |
| Maria Farnese           |                    | Maria d'Aviz                    |                                |  |  |       |  |  |               |  |  |                |  |
|                         |                    | Giovanni Francesco Aldobrandini | Giorgio Aldobrandini           |  |  |       |  |  |               |  |  |                |  |
|                         |                    | Giovanni Francesco Aldobrandini | Giorgio Aldobrandini           |  |  |       |  |  |               |  |  |                |  |
|                         |                    | Giovanni Francesco Aldobrandini | Margherita Del Corno           |  |  |       |  |  |               |  |  |                |  |
| Margherita Aldobrandini |                    | Giovanni Francesco Aldobrandini |                                |  |  |       |  |  |               |  |  |                |  |
|                         |                    | Olimpia Aldobrandini            | Pietro Aldobrandini            |  |  |       |  |  |               |  |  |                |  |
|                         |                    | Olimpia Aldobrandini            | Pietro Aldobrandini            |  |  |       |  |  |               |  |  |                |  |
|                         |                    | Olimpia Aldobrandini            | Flaminia Ferracci              |  |  |       |  |  |               |  |  |                |  |
|                         |                    | Olimpia Aldobrandini            |                                |  |  |       |  |  |               |  |  |                |  |